# Андраж Струна
Андраж Струна (словен. Andraž Struna; нар. 23 квітня 1989, Піран) — словенський футболіст, захисник та півзахисник клубу «ПАС Яніна» та національної збірної Словенії.

## Клубна кар'єра
У дорослому футболі дебютував 2006 року виступами за команду «Піран» з рідного міста, в якій провів один сезон.
Своєю грою за цю команду привернув увагу представників тренерського штабу клубу «Копер», до складу якого приєднався 2007 року. Відіграв за команду з Копер наступні чотири сезони своєї ігрової кар'єри і у 2010 році став з командою чемпіоном та володарем Суперкубка Словенії.
На початку 2011 року уклав контракт з польським клубом «Краковія», у складі якого провів наступні два з половиною роки своєї кар'єри гравця. Більшість часу, проведеного у складі «Краковії», був основним гравцем команди.
До складу клубу «ПАС Яніна» приєднався в серпні 2013 року. Відтоді встиг відіграти за клуб з Яніни 67 матчів в національному чемпіонаті.

## Виступи за збірні
Виступав у складі юнацької збірної Словенії, взяв участь у 2 іграх на юнацькому рівні.
Протягом 2009—2010 років залучався до складу молодіжної збірної Словенії. На молодіжному рівні зіграв у 5 офіційних матчах.
15 серпня 2012 року дебютував в офіційних матчах у складі національної збірної Словенії в товаримській грі проти збірної Румунії (4:3). Наразі провів у формі головної команди країни 23 матчі, забивши 1 гол.

## Титули і досягнення
- Чемпіон Словенії (1):

«Копер»: 2009-10
- Володар Суперкубка Словенії (1):

«Копер»: 2010